# Chōsokabe Motochika

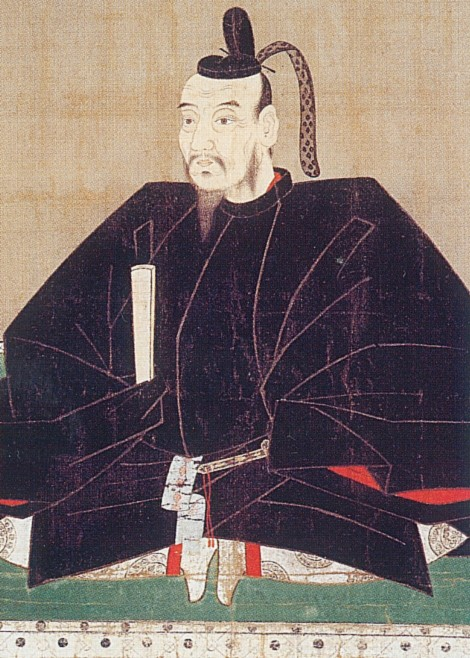
Chousokabe Motochika

Chōsokabe Motochika (jap. 長宗我部 元親; * 1539 in Japan; † 11. Juli 1599 in Japan) war ein japanischer Adeliger und zählte zu den Sengoku-Daimyō, einflussreichen Feudalherren (Daimyō) gegen Ende der Sengoku-Zeit.
Chōsokabe Motochika übernahm die Ichijō-Familie im Jahr 1574. Später erhielt er durch sein Sieg in der Schlacht von Watarigawa 1575 auch die Kontrolle über den Rest von Tosa. Außerdem zerstörte er die Kōno und den Soga-Klan. Im darauffolgenden Jahr breitete er bis 1583 seinen Einfluss auf ganz Shikoku aus. Jedoch marschierte 1585 Toyotomi Hideyoshi, (Oda Nobunagas Nachfolger) auf die Insel mit 100.000 Mann ein, geführt durch Ukita Hideie, Kobayakawa Takakage, Kikkawa Motonaga, Toyotomi Hidenaga, und Toyotomi Hidetsugu. Motochika kapitulierte, verlor die Provinzen Awa, Sanuki und Iyo. Hideyoshi gewährte ihm, die Kontrolle über seine Heimatprovinz Tosa zu behalten.
Unter Hideyoshis Kommando beteiligten sich Motochika und sein Sohn Chōsokabe Nobuchika an der Invasion der benachbarten Insel Kyūshū, wobei Nobuchika starb. 1590 führte Motochika die Flotte, die von Hideyoshi gegen die Hōjō bei der Belagerung von Odawara eingesetzt wurde, nach der Einigung des Landes kämpfte er auch mit Toyotomi Hideyoshi in der Invasion Koreas 1592.
Nachdem Motochika im Alter von 61 Jahren 1599 verstorben war, war sein Nachfolger Chōsokabe Morichika.